# Aksel Pedersen (håndboldtræner)
 For alternative betydninger, se Aksel Pedersen. (Se også artikler, som begynder med Aksel Pedersen)
Aksel Pedersen (1912- juni 1982) var en dansk håndboldtræner.
Aksel Pedersen var Danmarks første landstræner; han havde ansvaret for det herrelandsholdet i perioden 1938-1961 og under årene 1946-1958 også damelandsholdet. Under hans tid blev de til to fjerde (1938 og 1958) og to femte pladser (1954 og 1961) ved VM for herrerne og en femte plads ved det første VM for damerne 1957. Derudover i VM i markhåndbold; 8. plads 1938, sølvmedaljer 1948, 5. plads 1952, delt 9-12. plads 1955 og en 6.plads 1959, samt en 6.plads ved VM i markhåndbold 1960 for kvinder.
Aksel Pedersen trænede USG's håndboldhold fra 1936, og var også en tid træner for HG foruden et stort antal motionshold.